# Casc de vuit plaques a l'estil coreà
El Casc de vuit plaques a l'estil coreà (en xinès: 朝鲜 式 八 板 头盔) és un casc produït entre els segles XIV i XVI a la península de Corea o a Mongòlia. Aquest casc consisteix en vuit plaques fetes de ferro. S'especula que aquest estil de casc es va estendre a la península de Corea des de les regions tibetanes. Cascs amb una estructura similar es poden veure al Tibet, mentre que les dues versions del casc estan fetes de ferro i cuir. Però els vuit cascs xapats a l'estil coreà es distingeixen dels de l'estil tibetà per la seva mida relativament més petita. Per regla general, un casc xapat en vuit d'estil tibetà mesura 21-22 cm d'altura. Però aquest casc d'estil coreà fa només 13 cm d'alçada. Es mostra actualment al Museu Metropolità d'Art, Nova York, el casc mesura 24,3 cm d'amplada i 21 cm d'amplada i té un pes de 1.065,9 grams.

## Descripció
Aquest tipus de cascs nomenats «Ba Ban» es va originar històricament al segle viii. Es va estendre des d'aquest segle fins al segle xvi. Originàriament va aparèixer a la regió tibetana. La raó per la qual s'anomena «Casc de vuit plaques», és perquè consta de vuit plaques de ferro i cuir. Sorprenentment, d'altres vuit cascs platejats ben conservats a l'estil tibetà es poden observar en diversos monestirs tibetans. Els cascs d'estil tibetà són similars als cascs coreans pel que fa a estructura. Però els tibetans són força més grans que els de Corea. Per regla general, un casc d'estil tibetà mesura 21-22 cm d'alçada i l'exemple coreà al Museu Metropolità d'Art de Nova York mesura només 13 cm d'alçada. Ja que no s'han trobat proves suficients en el procés d'investigació, és controvertit si es va utilitzar o no una protecció de barbeta amb el casc. Però ni el coreà ni els tibetans platejats tenien vestigis de cap corretja per al mentó.